# Stadio Artemio Franchi (Siena)
Stadio Artemio Franchi – stadion piłkarski znajdujący się w mieście Siena we Włoszech.
Swoje mecze rozgrywa na nim zespół AC Siena. Jego pojemność wynosi 15 725